# Walter Samuel
Walter Samuel, född 23 mars 1978 i Laborde, Córdobaprovinsen, Argentina är en före detta professionell fotbollsspelare. Han spelade senast som mittback i FC Basel och debuterade i det argentinska fotbollslandslaget 1999.
Han blev 2003 utsedd till bästa back i italienska Serie A och årets bästa värvning i samma liga 2005.